# UNI CEI EN 16001
La UNI CEI EN 16001 è una norma tecnica obsoleta riguardante la progettazione e l'attuazione di sistemi di gestione dell'energia (SGE) da parte delle organizzazioni al fine di sviluppare e implementare politiche che prendano in considerazione problematiche e soluzioni relative al consumo energetico.
In particolare, la norma sollecita lo sviluppo di una politica energetica che consideri, tramite la comparazione e l'analisi dei consumi, informazioni utili per mettere in pratica piani di monitoraggio dell'efficienza energetica.

## Storia
La norma, nata dal coordinamento di diversi standard nazionali esistenti sul tema della gestione dell'energia, è stata pubblicata dal CEN e dal CENELEC nel luglio del 2009 ed è stata recepita in Italia come UNI CEI EN 16001.
La norma è stata sostituita il 24 aprile 2012 con la norma internazionale ISO 50001.

## Schema strutturale
EN 16001 è uno standard europeo che si basa sulla metodologia Plan-Do-Check-Act:
- Plan: vengono identificati i requisiti legislativi, gli obiettivi e i traguardi energetici (politica del risparmio energetico), vengono definite le azioni di miglioramento continuo verso il risparmio energetico.
- Do: vengono assegnate risorse e responsabilità, viene promossa la consapevolezza dell'organizzazione e la comunicazione interna ed esterna, vengono effettuate le azioni sistemiche, infrastrutturali e comportamentali previste nel Plan.
- Check: viene stabilito un programma di monitoraggio, di audit energetici per verifica della conformità agli obblighi legali ed ai requisiti sistemici, infrastrutturali, comportamentali e vengono gestite le non conformità.
- Act: revisione del sistema di gestione dell'energia per attuare miglioramenti resisi necessari dai riscontri acquisiti in fase di check.

Il sistema di gestione secondo il formato Plan-Do-Check-Act assicura che la norma possa essere utilizzata da tutte le organizzazioni di qualsiasi dimensione e tipologia.
La norma è applicabile ad ogni organizzazione che desideri dichiarare la conformità della propria politica energetica ad altri mediante autovalutazione o mediante certificazione di parte terza del proprio sistema di gestione dell'energia.
I requisiti dello standard possono essere allineati con quelli di altre norme ampiamente utilizzate per altri sistemi di gestione, come ISO 9001 e ISO 14001 in quanto l'approccio sistemico è uniforme e coerente. In particolare nasce e si sviluppa come “costola” della UNI EN ISO 14001 in quanto il consumo di risorse era già previsto come forma di indicatore da tenere sotto controllo per la valutazione delle performance ambientali. Entra naturalmente nel novero delle norme sistemiche connesse al Regolamento EMAS III (Regolamento (CE) n. 1221/2009) che contiene esplicita ed obbligatoria menzione al risparmio energetico.

## Azioni di miglioramento
Le azioni che possono essere intraprese per il risparmio energetico sono principalmente di tre nature: sistemiche (diagnostica energetica, pianificazione, esecuzione, monitoraggio e correzione dei disallineamenti) UNI CEI EN 16001 su www.csad.it, infrastrutturali (miglioramento delle infrastrutture per la produzione, per il condizionamento dei locali, per il recupero del calore, ecc.), comportamentali (lotta agli sprechi mediante comportamenti umani virtuosi ed ambientalmente responsabili (protocollo BBES)  www.ecoreality.net 

## Vantaggi
- Ha un approccio sistematico al miglioramento continuo dell'efficienza energetica delle organizzazioni di ogni tipo o dimensione.
- Permette una riduzione dei costi energetici attraverso un processo di identificazione e gestione del consumo di energia. La conoscenza e la pianificazione dei propri consumi, consente, inoltre, di ottenere vantaggi contrattuali nei confronti dei fornitori di energia garantendo così anche un approvvigionamento energetico sicuro.
- Basata sul Modello PDCA, facilita l'allineamento e l'integrazione con altri sistemi di gestione.
- Prende in considerazione ed agevola il rispetto degli obblighi legali e contrattuali.
- Ha un impatto sulla catena di fornitura: nell'acquisto di strumenti/impianti con impatto elevato sul consumo di energia, l'organizzazione dovrebbe informare i fornitori che l'acquisto viene valutato anche sulla base di parametri di efficienza energetica.
- Permette certificazione di parte terza (da parte di un Organismo di Certificazione).
- Consente la riduzione delle emissioni di gas ad effetto serra e di carbonio, ottimizzando la performance ambientale nel rispetto dei limiti di legge attuali e futuri, contribuendo inoltre al miglioramento dell'immagine aziendale e del rapporto con gli stakeholder.